# Rustam Usmanowitsch Muradow

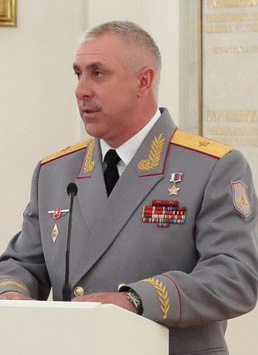
Rustam Usmanowitsch Muradow (2018)

Rustam Usmanowitsch Muradow (russisch Руста́м Усма́нович Мура́дов; * 21. März 1973 im Dorf Tschinar, Derbentski Rajon, Dagestanische Autonome Sozialistische Sowjetrepublik, RSFSR, Sowjetunion) ist ein Generaloberst der Russischen Föderation. Bis 2023 war er als Kommandeur des östlichen Militärbezirks an dem gegen die Ukraine gerichteten Angriffskrieg beteiligt.

## Werdegang
Muradow gehört zum Volk der Tabassaranen, einer sunnitisch muslimischen Ethnie, die mehrheitlich in der russischen Teilrepublik Dagestan lebt. Die allgemeinbildende Mittelschule besuchte Muradow in seinem Geburtsort Tschinar. Im Anschluss daran absolvierte er eine Kadettenschule in Nowotscherkassk. Seit 1990 ist Muradow im aktiven Wehrdienst. Im Jahre 1995 schloss er mit Auszeichnung die höhere kombinierte Waffenbefehlsschule in Sankt Petersburg ab. Weitere militärische Ausbildungen erwarb er von der Allgemeinen Militärakademie der Russischen Streitkräfte und von der Militärakademie des Generalstabes der Streitkräfte der Russischen Föderation (2015).
Muradow machte eine erfolgreiche militärische Karriere. Von einem einfachen Zug- und Kompaniechef im Jahr 1996 stieg er in den Jahren 2008 und 2009 kurzfristig zum Kommandanten des 242. motorisierten Garderegiments und der 17. Separaten motorisierten Gardebrigade auf. Von 2009 bis 2012 befehligte er die 36. Separate motorisierte Gardebrigade, die dem Fernöstlichen Wehrkreis unterstellt war. Er wurde 2012 zum Generalmajor befördert und zum Leiter des 473. militärischen Ausbildungszentrums Lyssytschanskaja in Jelanski, westlich von Kamyschlow, ernannt.
Von 2015 bis 2017 diente Muradow als erster stellvertretender Leiter und als Stabschef der 41. Armee. 2016 vertrat er Russland im Gemeinsamen russisch-ukrainischen Zentrum für Kontrolle und Koordination in der Konfliktregion Donbass. Am 5. März 2016 geriet Muradow zusammen mit OSZE-Delegierten während einer Beobachtungsmission nahe der Stadt Jassynuwata unter Beschuss.

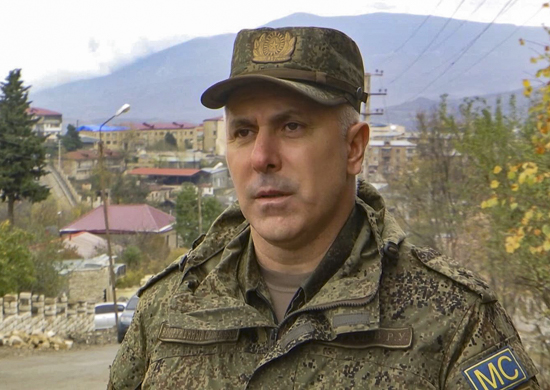
Rustam Muradow als Kommandant der Russischen Friedenstruppen in Bergkarabach, November 2020

2017 wurde Muradow zum Militärberater in Syrien. Unter seinem Kommando lieferten sich russische Einheiten heftige Gefechte mit „ISIS-Terroristen“ in den Provinzen As-Suchna und Deir ez-Zor. Noch im selben Jahr wurde er mit dem Orden „Goldener Stern“ ausgezeichnet und zum Helden der Russischen Föderation erklärt.
Vom Dezember 2017 bis Dezember 2018 leitete Muradow die zum Zentralen Wehrbezirk gehörende 2. Armee, ehe er zum stellvertretenden Befehlshaber des Südlichen Militärbezirkes berufen wurde. Dies war er bis Oktober 2022, als er zum Kommandeur des östlichen Militärbezirks berufen wurde.
Ab November 2020 war Muradow Befehlshaber der russischen „Friedenstruppen“ in der Konfliktregion Bergkarabach.
Am 20. Februar 2020 rückte Muradow per Dekret des russischen Präsidenten Wladimir Putin zum Generalleutnant auf. Im Februar 2023 erhielt er per Dekret den Rang eines Generaloberst.
Muradow, der die russischen Truppen im Januar und Februar 2023 bei der Schlacht um Wuhledar kommandierte, in der diese hohe Verluste und eine Niederlage erlitten, wurde laut The Moscow Times daraufhin von dem Kommandeursposten des östlichen Militärbezirks entbunden. Er soll laut unbestätigten Berichten durch Andrei Kusmenko ersetzt worden sein.

## EU-Sanktionen
Am 28. Februar 2022 setzte die Europäische Union ihn im Zusammenhang mit dem Überfall Russlands auf die Ukraine 2022 auf eine schwarze Liste und ließ sein Vermögen EU-weit einfrieren.

## Dienstgrade
- Generalmajor – 2012
- Generalleutnant – 2020
- Generaloberst – 2023

## Privates
Muradow ist verheiratet und hat vier Kinder (zwei Söhne und zwei Töchter).